# Общности в Пловдив
Общностите в Пловдив (етнически, религиозни и социални) живеят в установен през вековете модел на взаимна толерантност и хармония, който е издържал преплитането на духовни и материални ценности и интереси на мажоритарни и малцинствени групи през различни етапи от многовековното развитие на града.

## История
Според Евлия Челеби към 1652 г. турците в Пловдив са мнозинство - 23 от 30-те пловдивски махали са били турски, а другите 7 са били населени с друго население - латинска (павликянска), дубровнишка, еврейска и няколко гръцки. В града е имало 53 джамии и масджиди (места за молитва без проповед - подобно на параклисите при християните) и 11 дервишки текета. В резултат от нарастващата арменска колония през 1767 г. е получен султански ферман, в който се разпорежда на пловдивските гърци да предадат една от осемте си църкви в града на арменците за техен молитвен дом.
Според Константин Иконом духовник и първи историограф на Пловдив в края на XVIII в. и началото на XIX в. жителите в града са от пет рода – турци, християни – ромеи (гърци), арменци и манихеи (павликяни) и евреи. Ако някой раздели жителите на 15 части, то 11 са турци, 3 православни християни (гърци) и останалата част са арменци, павликяни (католици) и евреи. Духовникът също е отбелязал, че всички те говорят своя език, турците – турски, ромеите – новогръцки, евреите – еврейски, павликяните – славянски, т.е. български, като голяма част от тях ползват и италиански, от арменците малцина ползват своя език, повечето говорят турски. Турският език е бил господстващ в града. Оформянето на Пловдив като български град става най-вече в средата на XIX в. 
Освобождението на България заварва Пловдив с около 30 хиляди жители, от които половината са мюсюлмани. След тях по брой следват българите – православни и католици, после гръко-власите, арменците, евреите и циганите. В архивите на града са запазени сведения и за изборите за градски съвет на 14 декември 1878 г. Гласоподавателите, по един на всеки 50 къщи, общо 63 души, представляват относителната численост на разните народности в града със следните показатели: 37 православни българи, 4 българи католици, 5 турци, 13 гърци, 2 арменци, 2 евреи.
Според първия план на града, изработен от инж. Йосиф Шнитер в 1892 г., по това време в града е имало около 40 махали, от които 8 християнски.
- Турските махали са били разположени между река Марица и Небет тепе и в подножието на Трихълмието и Сахат тепе. Къщите били малки, от глина и кирпич, боядисани в синьо или бледорозово, с криви, но спретнати дворчета. Външните дувари са по-високи от човешки ръст, а на прозорците откъм улицата твърде често се срещат гъсти дървени решетки, увити с бръшлян. По това време в Пловдив е имало над 50 джамии. Много от тях изоставени са били срутени от Чирпанското земетресение. Къщите на богатите турци на Таксим тепе са били срутени през 1885 г. Днес турската общност в Пловдив наброява около 3000 души. Голяма част от тях се занимават с търговия и ресторантьорство.[5]
- Еврейските фамилии са били около 250, те населяват махалата Ортамезар, където по-късно е изградена и Пловдивската синагога. Преди Втората световна война еврейският квартал е с население около 7000 души.
- Aрменците са били около 180 фамилии. Арменската махала е била в западното подножие на Небет тепе и Стария град, където се намира църквата „Сурп Кеворк“ и арменското училище.
- Югоизточно от Джамбаз тепе и южно от мегдана „Бей Меджид“ (днес площад „Александър Малинов“), извита като дъга на изток, е била разположена циганската махала. В притиснатите една до друга къщурки, все от кирпич и глина и повечето само с една стая, живеят обикновено многолюдни семейства от по десетина души. Почти всички постройки са боядисани в тъмносиньо. След избухване на епидемия от шарка през 1889 г. пловдивската управа решава да премести ромите в новосъздадено село на 2 км източно от Пловдив. Около 350 души главно от „Бей Меджид“ махала са преместено в новото селище наречено „Новото село“. Впоследствие официалното наименование на предградието е „Столипиново“.[6]
- Католическите фамилии са били около 400 и те са били съсредоточени основно в католическата махала на юг от Джамбаз тепе, където е катедралния храм „Свети Лудвиг“ и училище „Свети Андрей“ към него.
- В Кършияка има изградени една църква и едно училище. От другата страна на река Марица, право насреща е махала Мараша, съставена изцяло от български фамилии. Летописците казват, че преди Освобождението в тези две махали се говори само български език. Заслуга за формирането им има Стоян Чалъков, който през 1848 г. въздига храма „Свети Георги“ и първото българско училище при него в квартал Мараша. В храма още тогава се служи на църковнославянски език, а в училището се преподава на български. През 1849 г. пак от него е построен храмът „Свети Иван Рилски“ и училището към него в квартал Кършияка. Година по-късно той изгражда средоточното епархийско българско училище и основава фонд от около 1 милион лева за неговата издръжка. Той извиква Найден Геров за учител, а училището отваря на 1 октомври 1850 г. с името „Св. св. Кирил и Меторий“. Повечето къщи в „Мараша“ са били паянтови, боядисани постно, с просторни дворове. Отвън били неугледни, но вътре имали уют.
- На юг се намира махалата „Св. Петка“, на югозапад – „Св. Марина“, а на югоизток – енорията „Св. Неделя“ населени по това време основно с гърци. В началото на XX в. голяма част от гръцкото население в Пловдив се изселва след антигръцките погроми и по силата на спогодбата след Първата световна война за обмен на население между България и Гърция, известна като „Калфов-Политис”.[5]

След Освобождението в Пловдив идват чехи, руснаци, немци, италианци, швейцарци. Едни са тук на служба, други идват да помагат, трети са минали и решили да останат. През 1887 г. в Пловдив живеят 19 542 българи, 5615 турци, 2200 евреи, 3930 гърци, 903 арменци и 348 цигани.
След загубите във войните за национално обединение и особено след Първата световна война с подписване на Ньойския договор, огромни маси българи от Гърция, Турция и Сърбия напускат домовете си и емигрират в България. Пловдив е един от градовете, където се струпва голямо множество от бежанци. Те се установяват основно в южната част на града. Много от тях се заселват между града и фабриката на Павел Калпакчиев, който дава пари и тухли за издигане на тяхна църква – храма „Света Троица“. По късно ромите от тази част на града се преселват в днешните квартали Столипиново и Шекер махала.
През 1920-те години в Пловдив се заселват белогвардейци. От 1922 г. до 1964 г. храмът „Св. Димитър“ е ползван от тяхната общност. В навечерието на Втората световна война, евреите и арменците са по около 7000, турците – около 6000, а гърците само 250 души.
През 1950-те години в Пловдив се установяват гръцки емигранти, бежанци от гражданската война. Малко по-късно в началото на 50-те години в Пловдив са настанени сирачета от корейската война. В началото на 60-те години в града се заселват и виетнамци. В края на 1973 г. има и няколко чилийци, избягали след преврата. Повечето от тях се връщат обратно след нормализиране на условията в техните страни.
На 31 март 2016 г. благодарение на общите усилия на пловдивските арменци, евреи, италианци, роми, руснаци и турци, в града отвори врати първият по рода си в България „Дом на етносите“.
През есента на 2018 г. в Дондуковата градина е оформена първата в България етноалея от седем дървета индийски люляк, цъфтящи в различни цветове, като символ на мирното съжителство на различните общности в Пловдив. В засаждането на дърветата вземат участие деца от различните общности в града – арменска, българска, еврейска, италианска, руска и турска. Седмото дърво е символ на всички останали етноси, чиито живот, култура и история, са свързани с Пловдив.

## Факти на дискриминация
В новата история на града съществуват и елементи на открита дискриминация.
- През 1889 г. пловдивската управа премества 350 роми в новосъздадено село на 2 км източно от Пловдив.[6]
- През учебната 1937/1938 г. в Пловдив е формирана Смесена гимназия, чрез отделяне на ученици и ученички от всички класове на съществуващите тогава в Пловдив мъжка и девическа гимназии, които са от околните на Пловдив села и от пансионите за сираци.
- През 2019 г. по време на Европейската столица на културата Общинският съвет в Пловдив се опитва да спре изложбата на ЛГБТ „Балкан прайд“ и отстрани артистичния директор на мероприятието Светлана Куюмджиева.[11]